# عصر فرمانروایان: اسطوره‌ها
عصر فرمانروایان: اسطوره‌ها (به انگلیسی: Age of Empires: Mythologies) یک بازی ویدئویی در سبک راهبرد نوبتی است که توسط استودیو انسمبل طراحی و شرکت Griptonite Games آن را ساخت. این بازی یک نسخه فرعی از سری عصر فرمانروایان است که برای نخستین بار توسط تی‌اچ‌کیو در ۲۴ نوامبر ۲۰۰۸ برای کنسول دستی نینتندو دی‌اس منتشر شد.